# Liopterídeos
Liopterídeos (Liopteridae) é uma família de vespas (insetos da ordem Hymenoptera) pouco estudadas, que compreende parasitoides de larvas de besouros que brocam madeiras, das famílias Buprestidae e Cerambycidae. 
Comparadas a outras vespas da superfamília Cynipoidea, são relativamente grandes (5-15 mm) e bem pouco esculturadas, sendo mais parecidas com vespas da família Ibaliidae. 
Não são comumente observadas do Novo Mundo, sendo mais diversas e abundantes nas regiões tropicais e subtropicais da Ásia, Austrália e África. Na América Latina, existem cerca de 50 espécies pertencentes a 4 gêneros e duas subfamílias. O gênero Paramblynotus ocorre por toda América Latina, onde 3 espécies são bem distribuídas, registradas até no Brasil. Na Argentina, há registro da ocorrência de Paramblynotus zonatus atacando uma larva do cerambicídeo brocador Oncideres.

## Taxonomia
No total, a família conta com cerca de 170 espécies descritas, distribuídas da seguinte forma:
- Subfamília Dallatorrellinae (Australasiana, Oriental)
  - Gênero Mesocynips Cameron, 1903 (Oriental)
  - Gênero Dallatorrella Kieffer, 1911 (Australasiana, Oriental)
- Subfamília Mayrellinae (Mundial)
  - Gênero Kiefferiella Ashmead, 1903 (Neárctica)
  - Gênero Paramblynotus Cameron, 1908 (Worldwide)
- Subfamília Liopterinae (Neotropical)
  - Gênero Liopteron Perty, 1833
  - Gênero Peras Westwood, 1837
  - Gênero Pseudibalia Kieffer, 1911
- Subfamília Oberthuerellinae (Afrotropical)
  - Gênero Oberthuerella Saussure, 1890
  - Gênero Tessmannella Hedicke, 1912
  - Gênero Xenocynips Kieffer, 1910